# Route nationale 654
Die Route nationale 654, kurz N 654 oder RN 654, war eine französische Nationalstraße, die von 1933 bis 1973 zwischen Condom und L’Isle-Jourdain verlief. Ihre Länge betrug 78 Kilometer.